# 董长潘故居
董长潘故居，又名董长藩故居、董氏大佬名宅，系清朝武举解元董长潘（或称董长藩）的住所，是位于福建省霞浦县溪南镇下砚村的一个清代古建筑，因出身此宅的董氏三兄弟皆中武举而在当地名望甚高。2010年11月入选第八批霞浦县文物保护单位。该住宅同时也是福建省文物局公布的“涉台文物”之一。

## 历史背景
董氏古宅原为农民人家的住宅，始建年代已无从考证。道光年间，出身于此宅的董长潘、董长洲、董长洪三兄弟先后中武举，使得该宅在当地一举出名。董长潘后任福建中营参将中军守备，后调任台湾噶玛兰（今宜兰县）署堂守备，在擢升兴化府正四品都司后，因平定吴磋的叛乱而积劳成疾未能赴任，病逝于噶玛兰厅。同中举人的两位董氏族人也先后在清政府中任职。中华人民共和国时期，该故居入选福建省涉台文物，类型为法缘，2010年，霞浦县人民政府将其公布为第八批县级文物保护单位。

## 建筑
董长潘故居始建于清代，坐北朝南，通面宽10.8米，通进深21米，建筑面积450平方米，由大门、前天井、廊庑、大厅、后天井和仓楼组成，大厅面阔3间、进深6柱，为硬山顶抬梁式木构架，门口墙上镶嵌有林则徐所书写的“福”字（也是霞浦县内唯一与林则徐有关的文物）。建筑内藏有道光帝所下的3道圣旨，其中2道为五彩圣旨（另有1道五彩圣旨已毁），1道为白色圣旨。建筑后则建有董氏祠堂，祠前立有兄弟登科的石坊与4对石旗杆，祠内有清廷御赐匾额“节孝可风”“解元”等。